# Westport (Terranova y Labrador)
Westport es un pueblo canadiense situado en la provincia de Terranova y Labrador.

## Superficie
Westport tiene una superficie de 5,23 km².

## Demografía
En 2021, tenía 185 habitantes, una densidad poblacional de 35,4 hab./km², y 124 viviendas.